# Batman avec Planetary
Batman avec Planetary (Planetary/Batman: Night on Earth) est un comics américain de Batman réalisé par Warren Ellis et John Cassaday, sorti en juin 2003.

## Synopsis
L'équipe de super-héros Planetary pourchasse un jeune homme capable de passer d'une dimension à l'autre et qui vient de s'enfuir de Gotham. La poursuite les amène à croiser divers Batman, tous d'une dimension différente.

## Personnages
- Batman/Bruce Wayne
- Planetary

## Éditions
- 2003 : Planetary/Batman: Night on Earth  (DC Comics)
- 2004 : Batman avec Planetary (Semic, édition kiosque Batman Hors Série no 2) : première édition en français.